# Spațiu zerodimensional
În matematică un spațiu topologic zerodimensional este un spațiu topologic care are dimensiunea zero în raport cu una dintre câteva noțiuni neechivalente de atribuire a unei dimensiuni unui spațiu topologic dat. O ilustrare grafică a unui spațiu zerodimensional este un punct.

## Definiție
Specifice:
- Un spațiu topologic este zerodimensional în raport cu dimensiunea de acoperire Lebesgue⁠(d) dacă orice acoperire deschisă a spațiului are o rafinare care este o acoperire prin mulțimi deschise disjuncte.
- Un spațiu topologic este zerodimensional în raport cu dimensiunea de acoperire finit-la-finit dacă orice acoperire finită deschisă a spațiului are o rafinare care este o acoperire deschisă finită, astfel încât orice punct din spațiu este conținut într-o singură mulțime deschisă a acestei rafinări.
- Un spațiu topologic este zero-dimensional în raport cu dimensiunea inductivă mică dacă are o bază constând din mulțimi închise-deschise⁠(d).

Cele trei noțiuni de mai sus compatibile pentru spații separabile⁠(d), metrizabile.

## Proprietăți ale spațiilor cu dimensiune inductivă mică zero
- Un Spațiu Hausdorff zerodimensional este în mod necesar total discontinuu, dar inversa nu este valabilă. Totuși, un spațiu Hausdorff local compact⁠(d) este zerodimensional dacă și numai dacă este total discontinuu. (Arhangel'skii & Tkachenko 2008, Pentru o direcție netrivială v. Proposition 3.1.7, p. 136.)
- Spațiile poloneze⁠(d) zerodimensionale sunt deosebit de convenabile pentru teoria descriptivă a mulțimilor⁠(d). Exemple de astfel de spații includ spațiul Cantor și spațiul Baire.
- Spațiile Hausdorff zerodimensionale sunt tocmai subspații topologice ale familiei tuturor submulțimilor⁠(d) topologice {\displaystyle 2^{I}} unde {\displaystyle 2=\{0,1\}} este dat de topologia discretă⁠(d). Un astfel de spațiu se numește uneori cub Cantor. Dacă I este infinit numărabilă, {\displaystyle 2^{I}} este un spațiu Cantor.

## Hipersferă
Hipersfera zerodimensională este o pereche de puncte. Bila zerodimensională este un punct.